# Banda (unitat militar)
Una banda (en grec medieval βάνδον, Vàndon) era la unitat tàctica bàsica de l'Exèrcit romà d'Orient, format per entre 50 i 300 o 400 homes. Amb la introducció del sistema dels temes, una província civil i militar, la banda es va convertir també en la divisió administrativa bàsica territorial. La paraula prové del llatí bandum ('insígnia', 'bandera'), un terme que té origen germànic. La banda va sorgir a partir del segle vi. A l'exèrcit romà d'Orient, des del segle viii al xi, la banda era la unitat militar bàsica. Entre cinc i set bandes constituïen una turma, la principal subdivisió d'un tema. Cada banda estava comandada per un comes (comte) i la formaven de 200 a 400 soldats d'infanteria. Una banda de cavalleria incloïa de 50 a 100 homes. A diferència d'altres termes administratius i militars, va existir fins als darrers segles de l'Imperi Romà d'Orient i era la unitat territorial bàsica de l'Imperi de Trebisonda fins a la seva caiguda el 1461.